# Château des Sallèles
Le château des Sallèles est un château situé sur la commune française de Banassac, en Lozère. Le château est inscrit à l'inventaire des monuments historiques.

## Situation
Le château est situé sur le territoire de la commune de Banassac, en Lozère, l'ancienne province du Gévaudan. Il est situé dans la vallée du Lot, au lieu-dit des Sallèles.

## Histoire
Si dès le XIe siècle une villa était présente aux Sallèles, le château ne daterait que du XVIe siècle. Le premier propriétaire connu, en 1524, est Antoine Bompars.
Au XVIIIe siècle, le château devient une propriété des Yzarn de Fraissinet, également possesseurs du château de Saint-Saturnin, non loin de là. En 1808, il devient possession de la famille de Nogaret, à la suite de l'union de Louise Boudon de La Roquette et du baron de l'Empire Pierre Barthélémy de Nogaret.
À la fin du XIXe siècle, une institution religieuse s'installe dans le château, entraînant de nombreux travaux. Les religieuses vendent la propriété en 2002. Le château devient alors un hôtel-restaurant.

### Sources et références
1. ↑  Notice no IA48000246, sur la plateforme ouverte du patrimoine, base Mérimée, ministère français de la Culture